# Chrysis zetterstedti
Chrysis zetterstedti (лат.) — вид ос-блестянок рода Chrysis из подсемейства Chrysidinae.

## Распространение
Палеарктика: от северной Европы до Сибири. В северной Европе: Эстония, Латвия, Литва, Швеция. Редкий вид. Находки из Восточной Палеарктики относятся к Chrysis fasciata daphne Smith, 1874.

## Описание
Длина — 6—9 мм. Ярко-окрашенные металлически блестящие осы. Вид похож на C. equestris, но отличается от него следующими признаками: чёрные пятна на стерните S2 шире, простираются до боковых и передних краев стернита, тергит T5 самки более узкий и не имеет продольной медиальной бороздки, голова более узкая (кратчайшее расстояние между сложными глазами короче диаметра глаза, гоностиль более узкий, гоностиль более удлинённый, длиннее кусписа, куспис апикально прямой (не изогнутый), проподеальный зубец слабо лопастной вентрально (не выпуклый или прямой). Клептопаразиты ос: Euodynerus (Vespidae). Период лёта: июль — август.
Несколько авторов считали C. zetterstedti либо синонимом (например, Trautmann 1927, Kimsey and Bohart 1991), либо подвидом (Linsenmaier 1959, 1997, Rosa and Soon 2012) C. fasciata Olivier, 1790. Однако молекулярные и морфологические исследования показали, что C. zetterstedti, скорее всего, представляет собой валидный вид (Paukkunen et al. 2014). Встречаемость C. zetterstedti в центральной и южной Европе остается неопределённой.